# Beautiful Voice
Beautiful Voice (뷰티풀 보이스?, Byutipul boiseuLR), noto anche con il titolo Hakuna Matata Pole Pole, è un film del 2019 co-scritto e diretto da Kim Sun-ung.

## Trama
Un gruppo di cinque doppiatori non particolarmente qualificato si ritrova a dover doppiare entro il giorno seguente un film; quello che inizialmente sembra un lavoro fattibile si trasforma con il passare del tempo in una catastrofe, perché i doppiatori non riescono a coordinarsi tra loro e anzi accadono imprevisti di ogni tipo.

## Distribuzione
In Corea del Sud la pellicola ha goduto di una distribuzione a livello nazionale a cura della Storm Pictures, a partire dal 22 maggio 2019.